# بچه جهنمی (فیلم)
بچهٔ جهنمی (انگلیسی: Hell Baby) فیلمی در ژانر کمدی ترسناک به کارگردانی و نویسندگی رابرت بن گارانت و توماس لنون است که در سال ۲۰۱۳ منتشر شد. راب کوردری، لسلی بیب، کیگان-مایکل کی، ریکی لیندهوم و راب هیوبل از بازیگران این فیلم به‌شمار می‌روند. بن گارانت و لنون همچنین به عنوان بازیگر در فیلم حضور دارند. بچه جهنمی اولین بار در جشنواره فیلم ساندنس در تاریخ ۲۰ ژانویه ۲۰۱۳ به‌نمایش درآمد.

## داستان
یک زن و شوهر به نیواورلئان نقل‌مکان می‌کنند، آن‌ها در آنجا با همسایه‌ای به نام فارنل رو‌به‌رو می‌شوند که به آن‌ها درباره تاریخ خونین خانه‌شان می‌گوید.

## بازیگران
- راب کوردری در نقش جک
- لسلی بیب در نقش ونسا
- کیگان-مایکل کی در نقش فارنل
- ریکی لیندهوم در نقش مارجری
- راب هیوبل در نقش میکی
- رابرت بن گارانت در نقش پدر سباستین
- توماس لنون در نقش پدر پادریگو
- کمیل نانجیانی در نقش پسر کابل